# Liste des évêques de Tournai
Pour un article plus général, voir Diocèse de Tournai.
Liste des évêques de Tournai

## Histoire
Le diocèse de Tournai est rattaché à celui de Noyon entre 614 et 627 et les deux sièges restèrent unis jusqu'en 1146, année où le pape Eugène III sépara de nouveau les deux églises et rendit à Tournai son évêque particulier.

## Siège à Tournai au VIe siècle
- 486-531 : saint Éleuthère (Éleuthère de Tournai)
- 531-545 : saint Médard
- mentionné en 549 et 552 : Agrecius

## Siège à Noyon
- 545-556 saint Médard, avant évêque de Tournai (v. 531-545)
- Faustin
- Gondulph ou Gondulf
- 575 : Chrasmarus
- Evroul
- Bertimond ou Bertond
- v. 621/626 - v. 638/640 : Achaire de Noyon (saint Achaire)
- 627-640 : Audomar[2]
- 640/646 - 659/665 : Saint Éloi (°588)
- 659/665 - 683/693 : Saint Mummolin (Mummolenus)
- Saint Théau de Solignac (608-702)
- Gondoin
- v. 700 : Antgaire ou Autgaire (certains le mettent prédécesseur de Gondoin et non successeur[réf. souhaitée])
- v. 715 : Chrasmar (les mêmes ne citent pas cet évêque[réf. souhaitée])
- v. 721 : Garoul ou Garulf
- v. 723 : Framenger
- v. 730 : Hunuan
- v. 741 : Gui
- v. 742 : Saint Eunuce
- v. 748 : Elisée
- v. 756/765 : Adelfred
- ? : Didon ou Dodon
- 769 - v. 782 : Gislebert
- v. 798/799 : Pléon ou Pléréon ou Philéon
- v. 815 : Wendelmarus ou Wandelmar
- v. 830/838 : Ronegaire ou Rantgaire ou Ragenaire
- v. 830/838 : Fichard ou Alchaire ou Achard
- 840 - 860 : Immon ou Emmon (tué par les Vikings)
- 860 - † 879 : Rainelme ou Rainelmum
- 880 - † 902 : Heidilon ou Hédillon
- 909 : Rambert ou Raubert
- 915 - † 932 : Airard ou Airald
- 936 - † 937 : Walbert
- 937 - 950 : Transmar
- 950 - † 951 : Rodulphe ou Rodolphe
- 954 - 955 : Fulcher ou Fulchaire
- 955 - 977 : Hadulphe ou Adolphe; Haidulphe de Noyon assiste en mai 972 au concile tenu au Mont-Sainte-Marie en Tardenois dans le diocèse de Soissons par Adalberon de Reims au côté des autres évêques de l'archevêché[3].
- 977 - 988 : Liudolphe, fils du comte Albert Ier de Vermandois
- 989 - 997 : Radbod Ier
- 1000 - 1030 : Hardouin de Croï
- 1030 - 1044 : Hugues
- 1044/1045- 1068 : Baudouin Ier[4]
- 1068 - 1098 : Radbod II
- 1098 - 1113 : Baudry
- 1114 - 1122 : Lambert
- 1123 - 1146 : Simon Ier de Vermandois, dernier évêque des diocèses unis de Noyon-Tournai (1146) et premier évêque seulement de Noyon (1146-1148)

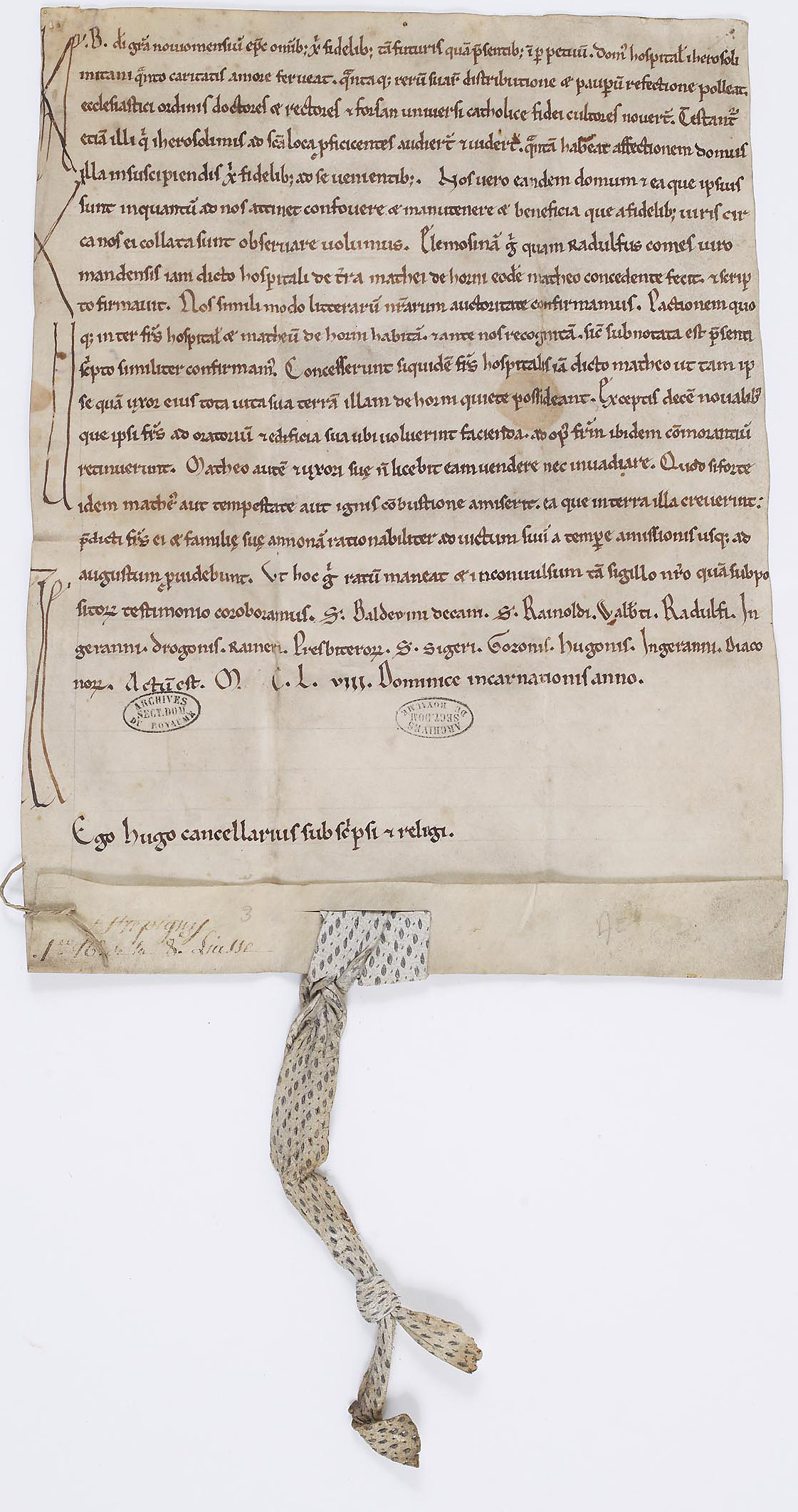
Baudoin, évêque de Noyon, confirme en 1158 la donation d'une terre faite par Raoul, comte de Vermandois, aux Hospitaliers établis à Eterpigny.
Petite charte en parchemin rédigée en latin, chirographe. Trace de sceau pendant à la lanière de cuir blanc imprimée en noir. Archives nationales de France.

## Siège à Tournai après 1146
- 1146 - 1149 : Anselme
- 1149 - 1166 : Gérard (de Villers)
- 1166 - 1171 : Walter
- 1173 - 1190 : Éverard d'Avesnes
- 1193 - 1203 : Étienne de Tournai
- 1203 - 1218 : Gossuin de Beauffort
- 1219 - 1251 : Walter de Marvis ou Gauthier de Marvis
- 1252 - 1261 : Walter de Croix
- 1261 - 1266 : Jean Buchiau
- 1267 - 1274 : Jean d'Enghien
- 1275 - 1282 : Philippe Mus de Gand (personnage longtemps confondu avec Philippe Mouskes)[5]
- 1283 - 1291 : Michel e Warenghien
- 1292 - 1300 : Jean  Vassogne
- 1301 - 1324 : Gui de Boulogne (transféré à Cambrai)
- 1324 - 1326 : Elie de Ventadour (résigne)
- 1326 - 1333 : Guillaume de Ventadour, frère de Guy
- 1333 - 1334 : Thibaud de Sancerre, archidiacre de Bourges, procureur du roi[6].
- 1334 - 1342 :  André Ghini (promu au cardinalat)
- 1342 - 1349 : Jean des Prés
- 1349 - 1350 : Pierre de La Forest (transféré à Paris)
- 1351 - 1377 : Philippe d'Arbois (venu de Noyon)
- 1379 - 1388 : Pierre d'Auxy
- (1380 - 1384 : Jean de West, nommé par Urbain VI ; après lui, Urbain VI reconnaît successivement : Guillaume de Coudenberghes, Guillaume de la Vigne, Jean patriarche d'Alexandrie, enfin un certain Guillaume
- 1388 - 1410 : Louis Ier de La Trémoille
- 1410 - 1433 : Jean de Thoisy
- 1433 - 1437 : Jean d'Harcourt
- 1437 - 1460 : Jean Chevrot
- 1460 - 1473 : guillaume Fillâtre
- 1473 - 1483 : Ferry de Clugny
- 1483 - 1505 : Schisme de Tournai : le pape nomme le 18 octobre 1483 Jean Monissart ; puis Antoniotto Pallavicini qui résigne en 1496 ; et enfin Pierre Quieke. En outre, le chapitre de chanoines, d'accord avec le roi de France, désigne Louis de Pot, qui meurt en 1505.
- 1505 - 1513 : Charles Ier de Hautbois
- 1514 - 1518 : Thomas Wolsey
- 1519 - 1524 : Louis Guillard
- 1524 - 1564 : Charles de Croÿ
- 1564 - 1574 : Gilbert d'Oignies
- 1574 - 1580 : Pierre Pintaflour
- 1583 - 1586 : Maximilien Morillon
- 1586 - 1592 : Jean Vendeville, ancien professeur de droit à Douai
- 1592 - 1614 : Michel d'Esne
- 1614 - 1644 : Jacob Maximilien Villain de Gand
- 1644 - 1660 : François Villain de Gand
- 1660 - 1689 : Gilbert de Choiseul
- 1689 - 1705 : François de Caillebot de La Salle, abdique en 1705
- 1705 - 1707 : Louis-Marcel de Coëtlogon
- 1707 - 1713 : René François de Beauvau du Rivau
- 1713 - 1731 : Jean-Ernest de Löwenstein-Wertheim (abbé commendataire de Saint-Jean-des-Prés entre 1702 et 1731)
- 1731 - 1770 : François-Ernest de Salm-Reifferscheid

(vacance du siège 1770-1776)
- 1776 - 1793 : Guillaume-Florentin de Salm-Salm, transf.p/Prague (1793)

(vacance du siège 1793-1802)
- 1802-1819 : François-Joseph Hirn

(vacance du siège 1819-1829)
- 1829 - 1834 : Jean-Joseph Delplancq[7],[8]
- 1834 - 1872 : Gaspar-Joseph Labis
- 1873 - 1879 : Edmond Dumont, déposé en 1879.
- 1880 - 1897 : Isidore-Joseph Du Rousseaux
- 1897 - 1915 : Charles-Gustave Walravens
- 1915 - 1924 : Amédée-Marie-Léon Crooÿ
- 1924 - 1939 : Gaston-Antoine Rasneur
- 1940 - 1945 : Louis Delmotte, resigné en 1945
- 1945 - 1948 : Étienne Carton de Wiart
- 1948 - 1977 : Charles-Marie Himmer, retiré en 1977
- 1977 - 2002 : Jean Huard
- 2003 - : Guy Harpigny